# الياس البيسري
الياس البيسري (مواليد 4 ديسمبر 1964) هو لواء لبناني يشغل حاليًا منصب مدير عام الأمن العام اللبناني منذ 2 آذار (مارس) 2023.

## بداياته
وُلد الياس البيسري عام 1964 لعائلة مارونية من بلدة حوش حالا، قضاء زغرتا. التحق بالجيش عام 1986 بعد دراسته في الأكاديمية العسكرية. في عام 1995، عُيّن في جهاز استخبارات بيروت ثم خدم في جهاز الاستخبارات العسكرية.
حصل البيسري على شهادة بكالوريوس في الحقوق من الجامعة اللبنانية، وأكمل دراساته العليا ليحصل على درجتي الماجستير والدكتوراه في نفس المجال.

## المسيرة المهنية
في عام 2000، عُيّن في مكتب رئيس الجمهورية خلال فترة إميل لحود حتى عام 2004، كما تم تعيينه مؤقتًا في وزارة الداخلية عام 2004، ثم في وزارة الدفاع عام 2005 تحت قيادة إلياس المر، حيث أصبحا مقربين.
في 12 يوليو 2005، تعرض المر والبيسري لمحاولة اغتيال عبر عبوة ناسفة تزن حوالي 20 كغ في مدينة أنطلياس. قضى البيسري شهرًا في غيبوبة، لكنه تعافى وعاد إلى منصبه. وفقًا لمصادر مختلفة، ارتبطت محاولة الاغتيال بوحدة الاغتيالات التابعة لحزب الله – الوحدة 121.
بعد انضمامه إلى المديرية العامة للأمن العام عام 2005، تولى مسؤولية مكتب المدير العام السابق عباس إبراهيم. في عام 2019، خدم البيسري مؤقتًا كرئيس للأمن العام أثناء غياب إبراهيم. وفي 2 مارس 2023، عُين من قبل وزير الداخلية والبلديات مديرًا عامًا للمديرية العامة للأمن العام خلفًا لعباس إبراهيم الذي تقاعد. كانت فترة تعيينه بالوكالة محددة بستة أشهر أو حتى انتخاب رئيس جديد وتشكيل حكومة جديدة. وأقرت اللجنة الطبية للأمن العام بتمديد تكليفه لتسعة أشهر، على الرغم من التساؤلات حول حالته الصحية بسبب إصابات تعرض لها في هجوم السيارة المفخخة عام 2005.
في عام 2024، طرحت قطر اسم البيسري، من خلال مبعوثها الخاص إلى لبنان جاسم آل ثاني (أبو فهد)، كمرشح محتمل لملء الفراغ الرئاسي خلفًا لميشال عون. وُصف البيسري بأنه صاحب "شخصية غير تصادمية" و"لم يحاول استفزاز أحد أبدًا"، مما جعله خيارًا مقترحًا. كما حافظ على علاقات جيدة مع جميع المجموعات السياسية في لبنان، مما جعله محل اعتبار من قبل حركة أمل وحزب الله.